# Alejandro Massó
Alejandro Massó (Madrid, 17 de febrer de 1943) és un musicòleg i compositor espanyol de bandes sonores de pel·lícules. Sempre ha estat envoltat de certa polèmica quan se l'ha acusat d'usar sense acreditar música clàssica en les seves bandes sonores. Ha estat nominat quatre cops al Goya a la millor música original: el 1988 per Remando al viento i El Dorado, en 1990 per ¡Ay Carmela! i el 1991 per Don Juan en los infiernos. També ha fet bandes sonores per algunes sèries de televisió.

## Filmografia
- El nido (1980)
- Remando al viento (1988)
- Miss Caribe (1988)
- El olivar de Atocha (1989)
- La mujer de tu vida (1990)
- ¡Ay Carmela! (1990)
- Don Juan en los infiernos (1991)
- Turno de oficio: Diez años después (1996)
- Pajarico (1997)